# Sacciolepis striata
Sacciolepis striata là một loài thực vật có hoa trong họ Hòa thảo. Loài này được (L.) Nash miêu tả khoa học đầu tiên năm 1903.